# Cotegipe
Cotegipe, antiga Campo Largo, é um município do estado da Bahia, no Brasil, situado na Mesorregião do Extremo Oeste Baiano e na Microrregião de Cotegipe. 
É vizinho dos municípios de Cristópolis, Wanderley, Angical e Riachão das Neves. Cotegipe localiza-se a 713 km da capital federal, Brasília, a 833 km da capital do estado, Salvador e a 102 km de Barreiras, principal cidade da região oeste da Bahia.

## História
A região era primitivamente habitada pelos índios acroás. O território integrava a sesmaria da Casa da Ponte. Seu povoamento iniciou-se na primeira metade do século XVIII, por aventureiros procedentes da Província de Pernambuco, que se estabeleceram à margem do Rio Grande, desenvolvendo a agropecuária. Pouco depois, em razão de uma grande cheia do rio, os pioneiros abandonaram o local e fixaram-se no Alto do Umbuxeiro, onde edificaram a igreja de Nossa Senhora Santana do Campo e fundaram um povoado. Em 1820, criou-se o município com o nome de Campo Largo. Transferiu-se a sede municipal para o povoado de Avaí, em 1925, alterando-se o topônimo para Cotegipe. Supresso em 1931, foi restaurado em 1933. O topônimo foi uma homenagem prestada a João Maurício Mariani Vanderlei, o Barão de Cotegipe, nascido em Barra do Rio Grande. Em 1962, o território foi desmembrado para formar o município de Riachão das Neves. Os nativos de Cotegipe são chamados cotegipanos.
Antes da chegada dos europeus ao continente americano, a porção central do Brasil era ocupada por indígenas do tronco linguístico macro-jê, como os acroás, os xacriabás, os xavantes, os caiapós, os javaés etc.